# Суон (Ирландия)
Суон (англ. The Swan; ирл. An Eala, «лебедь») — деревня в Ирландии, находится в графстве Лиишь (провинция Ленстер). Поселение расположено в районе пересечения региональных трасс R430и R426.

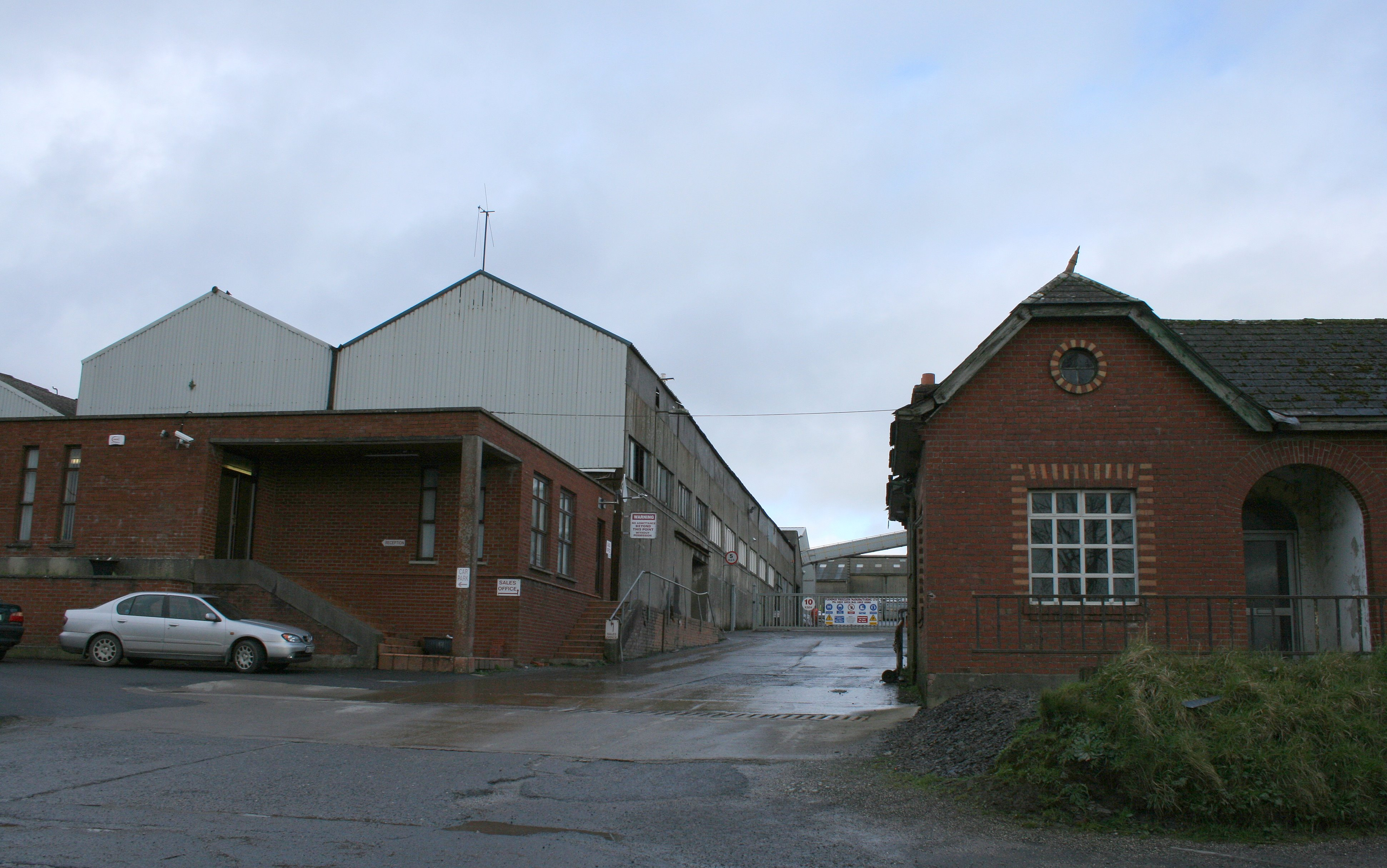
Кирпичная фабрика Флеминга

Суон — одна из новейших деревень страны, и названа в честь местного паба. В 1935 году тут была открыта кирпичная фабрика в связи с находящимся в окрестностях месторождением огнеупорных глин.